# Le Café des Jules
Pour plus de détails, voir Fiche technique et Distribution.
Le Café des Jules est un film français réalisé par Paul Vecchiali, sorti en 1988.

## Synopsis
Une nuit dans un bar de banlieue, plusieurs habitués attendent Christiane, qui a eu des aventures avec quelques-uns d'entre eux. Elle est de retour au «pays» après avoir vécu plusieurs années à Paris. Arrive alors un inconnu, un représentant en lingerie féminine. Une complicité se forme entre Christiane et cet étranger,,.

## Fiche technique
- Titre : Le Café des Jules
- Réalisation : Paul Vecchiali
- Scénario : Jacques Nolot
- Montage : Paul Vecchiali, Franck Mathieu
- Musique : Roland Vincent
- Image : Georges Strouvé
- Son : Antoine Bonfanti
- Format image : couleur
- Producteur : Atalante
- Durée : 65 minutes
- Format son : stéréo
- Pays d'origine :  France
- Genre : Comédie dramatique
- Langue : français

## Distribution
- Jacques Nolot : Jeannot
- Brigitte Roüan : Christiane[3]
- Patrick Raynal : Robert
- Serge Feuillard
- Raymond Aquilon : Guy
- Georges Teran : Dédé
- Raphaëline Goupilleau : Martine
- Lionel Goldstein : David